# Hatchet (Band)
Hatchet (engl. für ‚Beil‘) ist eine US-amerikanische Thrash-Metal-Band aus San Francisco, Kalifornien, die im Jahr 2006 gegründet wurde.

## Geschichte
Die Band wurde im Jahr 2005 von Gitarrist Julz Ramos und Schlagzeuger Dave „Slave“ Wert gegründet. Es folgten wöchentliche Proben, in denen sie die ersten Lieder entwickeln konnten. Kurze Zeit später kam Gitarrist Sterling „McFly“ Bailey zur Besetzung. Nach einigen weiteren Proben kam als Sänger Marcus „Tormentor“ Kirchen zur Band. Obwohl die Band noch keinen passenden Bassisten gefunden hatte, spielte sie schon die ersten Konzerte in ganz Kalifornien. Später kam als Bassist Kirchens langjähriger Freund Lou „Sheepdog“ Bianco zur Band. Mit nun kompletten Band spielte die Gruppe weitere Auftritte in der San Francisco Bay Area.
Nach zwei Monaten beschloss man, sich von Bianco wieder zu trennen, sodass im Frühjahr 2007 mit Dan „Destroyer“ Voigt ein neuer Bassist zur Gruppe kam. Kurz danach begab sich die Band ins Studio, um ein neues Lied namens Storm the Gates aufzunehmen, das auf der Kompilation Thrash Metal Warriors von Katon W. de Pena (Hirax) enthalten war. Im September 2007 unterschrieb die Band einen Vertrag bei Metal Blade Records. Die Band veröffentlichte ihr Debütalbum Awaiting Evil am 18. April 2008 bei diesem Label. Im Jahr 2013 erschien über The End Records das Album Dawn of the End.

## Stil
Die Band spielt klassischen Thrash Metal, der mit den frühen Werken von Metallica und Slayer vergleichbar ist.

## Diskografie
- 2006: Frailty of the Flesh (Demo, Eigenveröffentlichung)
- 2007: Frailty Demo (Demo, Eigenveröffentlichung)
- 2007: Hatchet (EP, Eigenveröffentlichung)
- 2008: Awaiting Evil (Album, Metal Blade Records)
- 2013: Dawn of the End (Album, The End Records)
- 2018: Dying to Exist (Album, Combat Records)